# Saint-Arnoult-des-Bois
Saint-Arnoult-des-Bois is een gemeente in het Franse departement Eure-et-Loir (regio Centre-Val de Loire) en telt 667 inwoners (1999). De plaats maakt deel uit van het arrondissement Chartres.

## Geografie
De oppervlakte van Saint-Arnoult-des-Bois bedraagt 20,8 km², de bevolkingsdichtheid is 32,1 inwoners per km².
De onderstaande kaart toont de ligging van Saint-Arnoult-des-Bois met de belangrijkste infrastructuur en aangrenzende gemeenten.

## Demografie
Onderstaande figuur toont het verloop van het inwonertal (bron: INSEE-tellingen).